# Zakład Komunikacji Miejskiej w Ciechanowie
Zakład Komunikacji Miejskiej w Ciechanowie – spółka z.o.o. ze 100% udziałów Urzędu Miasta w Ciechanowie. Świadczy usługi w zakresie pasażerskiego transportu zbiorowego na terenie miasta Ciechanów oraz okolicznych gmin: gminy wiejskiej Ciechanów, Opinogóra Górna, Regimin, Gołymin-Ośrodek. Zakład Komunikacji Miejskiej w Ciechanowie Sp. z o.o. działa w tej formie organizacyjnej od 1 stycznia 1998 na podstawie Uchwały Rady Miejskiej Ciechanowa.
ZKM w Ciechanowie obsługuje linie:
- linia nr 0 - dworzec PKP - dworzec PKP
- linia nr 1 - Chruszczewo Osiedle - Niestum (wybrane kursy do Przążewa)
- linia nr 2 - Krubin - Asnyka (wybrane kursy do Rzeczek)
- linia nr 3 - Gostkowska - Kolbe (wybrane kursy do Pęchcina)
- linia nr 4 - Szpital - Zakłady Bauer (wybrane kursy do Kownat Wojnowych)
- linia nr 5 - Asnyka - Pętla Bielińska (wybrane kursy do Sokołówka)
- linia nr 6 - Szpital - Rutki Borki
- linia nr 7 - PKP - PKP (ta sama trasa co linia 0, tylko w przeciwnym kierunku)
- linia nr 8 - Szpital - Pętla Bielińska
- linia nr 9 - Asnyka - Asnyka
- linia nr 10 - Asnyka - Asnyka (ta sama trasa co linia 9, tylko w przeciwnym kierunku)
- linia nr 11 - Opinogóra Górna - Regimin
- linia nr 13 - dworzec PKP - Rykaczewo
- linia nr K - Kościół Płockich Męczenników (Ludowa) - Armii Krajowej (kursuje tylko w niedzielę i święta)
- linia nr M - zajezdnia ZKM - Opinogóra Górna (kursuje tylko w drugą niedzielę miesiąca)
Siedziba firmy, stacja benzynowa, serwis ogumienia i okręgowa stacja kontroli pojazdów mieszczą się na terenie zajezdni autobusowej w Ciechanowie przy ulicy Gostkowskiej 83.